# Uranos

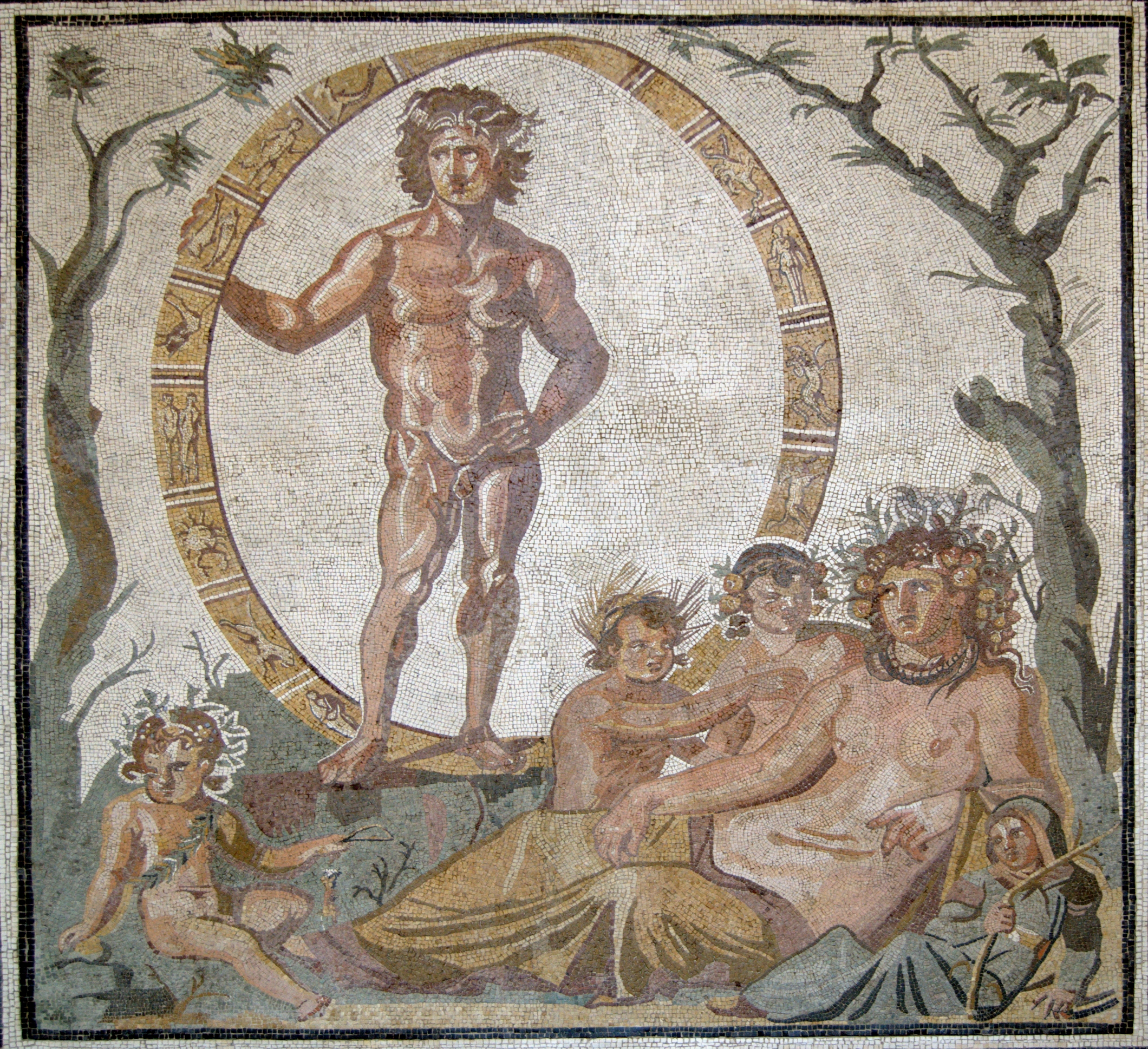

Uranos (grekiska: Ουρανός, Ouranos) var i den grekiska mytologin en himmelsgud, en personifikation av det allt omslutande och befruktande himlavalvet. Han var son till Gaia och med henne fader till titanerna. Den yngste av dessa, Kronos, stympade sin fader och intog hans plats som världshärskare.

## Historia
Kronos konspirerade mot Uranos tillsammans med sin mor Gaia och kastrerade honom. Kronos slängde Uranos könsorgan i havet och skummet som samlades däromkring gav upphov till kärleksgudinnan Afrodite (av grekiskans ord för skum, afro). Därefter tog Kronos makten i universum.
I den romerska mytologin blev Caelus så småningom motsvarigheten till grekernas Uranos.